# Erem

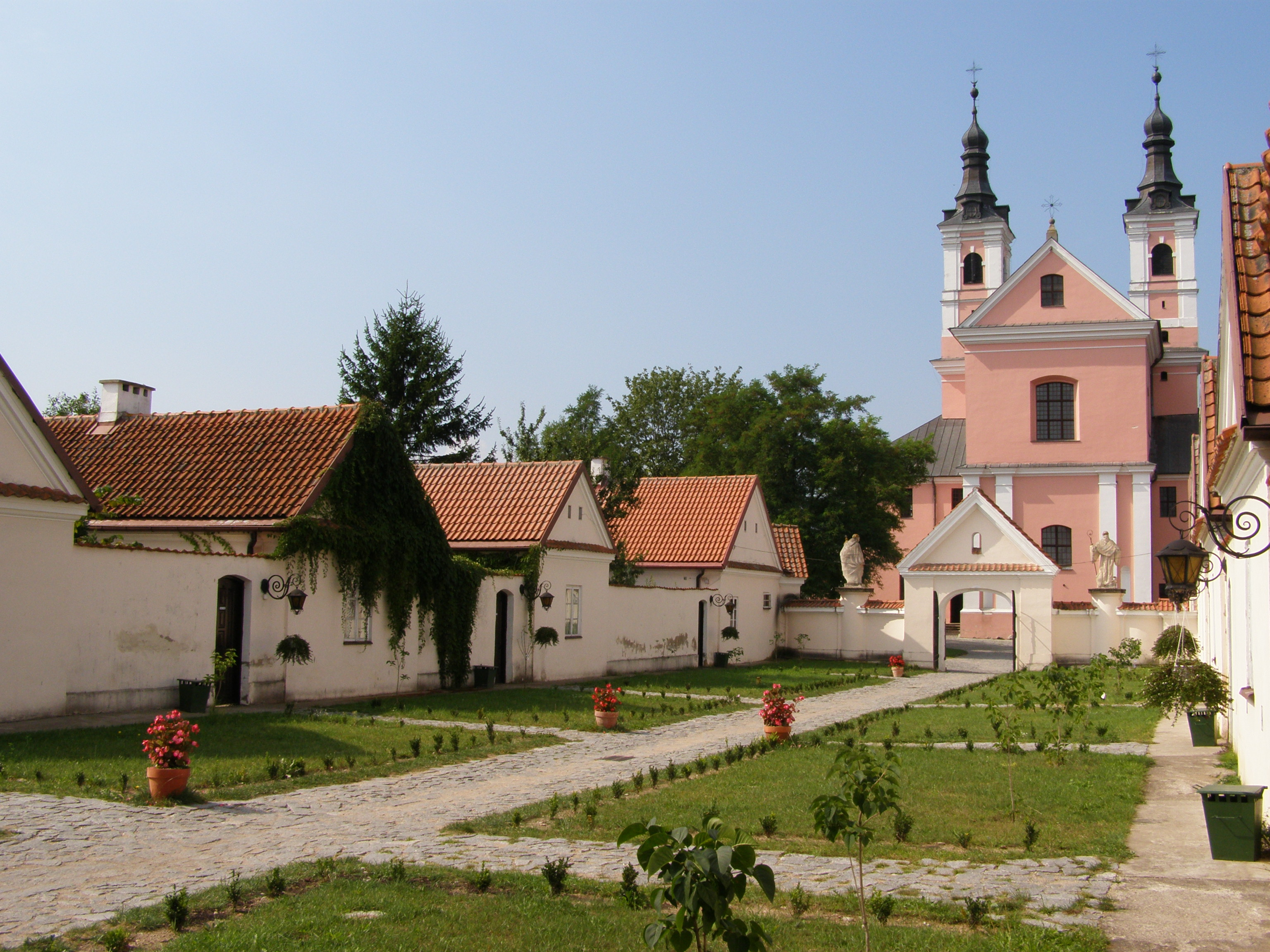
Dawne eremy kamedulskie w Wigrach

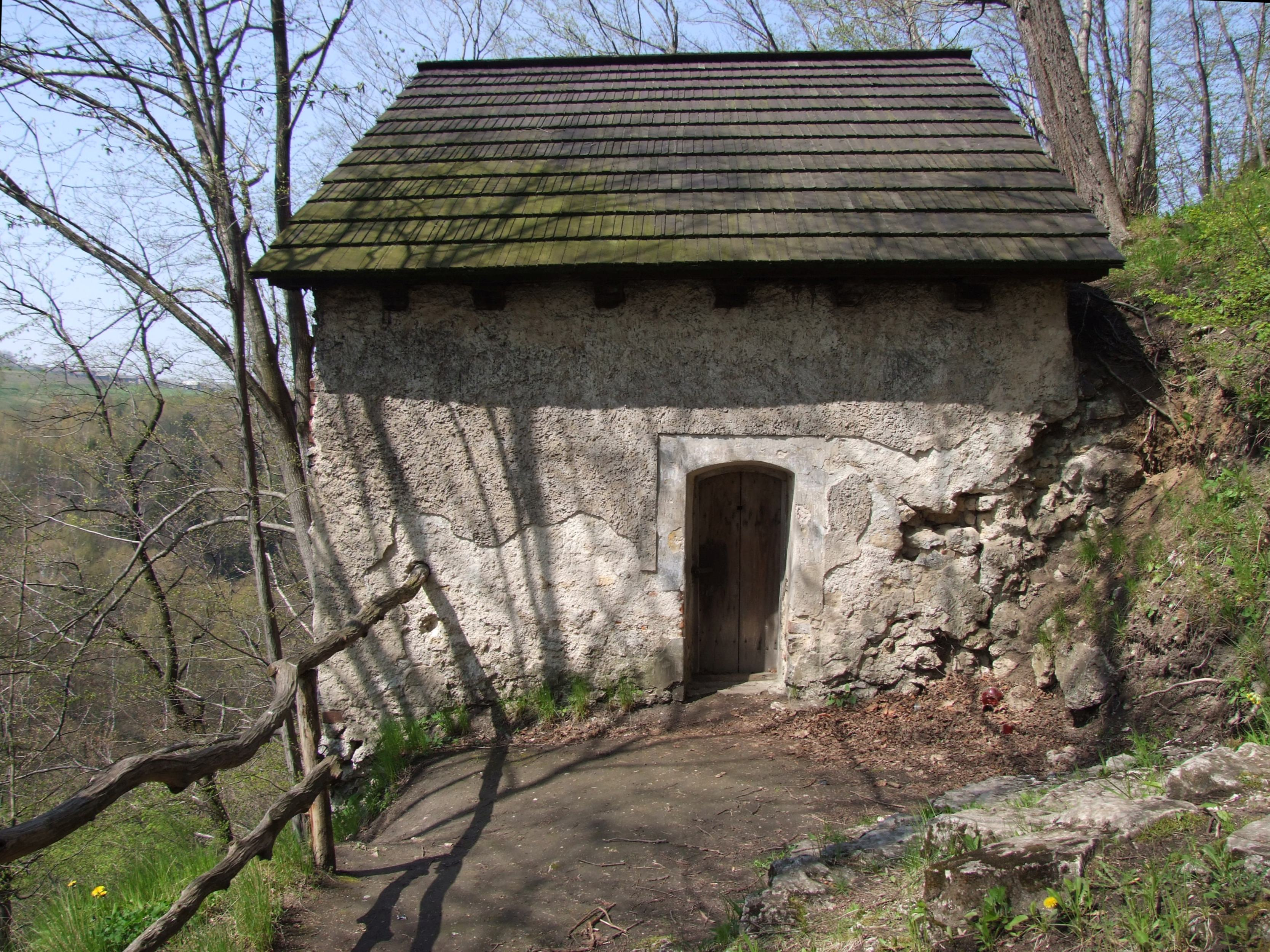
Pustelnia błogosławionej Salomei

Erem, eremitorium, ermitaż (z łac. eremitorium), pustelnia (z ros. пустынь) – klasztor pustelniczy, miejsce zamieszkania eremitów, klasztor zakonników żyjących w odosobnieniu, klasztor mnichów prowadzących pustelnicze życie.

## Erem a pustelnia
Pustelnia jest miejscem odosobnienia, zwykle jest to jednoosobowa, skromnie urządzona cela lub wolno stojący domek, zwykle w oddaleniu od cywilizacji, gdzie pustelnik oddaje się modlitwie i postowi. Pustelnia etymologicznie pochodzi z języka rosyjskiego, gdzie jest zakorzeniona religijnie i oznacza pustynię, miejsce pustynne. Erem, będąc synonimem pustelni, jest także swoistego rodzaju pustelnią dla większej liczby osób, zwykle żyjących stale lub tylko czasowo w odosobnieniu mnichów lub mniszek różnych wyznań chrześcijańskich. Pustelnie w formie małych domków z własnym ogródkiem były charakterystyczne dla budownictwa zakonów eremickich (kamedułów, kartuzów) – dobrym przykładem są eremy kamedulskie.

## Eremy zakonne
Przykładowe eremy w Polsce: 
1. Erem kamedułów na Bielanach w Krakowie (tzw. Erem Srebrnej Góry)
2. Erem kamedułów w Bieniszewie koło Konina (tzw. Erem Pięciu Braci Męczenników)
3. Pokamedulski Erem w Rytwianach (tzw. Pustelnia Złotego Lasu, z łac. Eremus Silvae Aureae) - obecnie Relaksacyjno-Kontemplacyjne Centrum Terapeutyczne
4. Erem kapucynów w Zagórzu
5. 13 eremów kamedulskich w zespole klasztornym kamedułów na Bielanach w Warszawie

Przykładowe eremy na świecie:
1. Erem kamedułów w Big Sur w stanie Kalifornia (New Camaldoli Hermitage)
2. Erem kamedułów w Berkeley w stanie Kalifornia (Camaldolese Incarnation Monastery)
3. Erem kamedułów w Windsorze w stanie Nowy Jork (Camaldolese Transfiguration Monastery)